# 리프트 (웹 프레임워크)
리프트(Lift)는 스칼라용으로 설계된 자유-오픈 소스 웹 프레임워크이다. 원래 루비 온 레일즈 프레임워크의 특정 측면에 만족하지 못한 데이비드 폴락(David Pollak)이 만들었다. 리프트는 아파치 라이선스 2.0에 따라 2007년 2월 26일에 오픈 소스 프로젝트로 시작되었다. 리프트를 사용하여 개발된 것으로 자주 인용되는 상업적으로 인기 있는 웹 플랫폼은 포스퀘어(Foursquare)이다.